# SV 08 Kuppenheim
Maillots
Le SV 08 Kuppenheim est un club allemand de football  localisé à Kuppenheim dans le Bade-Wurtemberg.

## Repères historiques
- 1906 - fondation du FUSSBALL CLUB GERMANIA KUPPENHEIM.
- 1907 – fondation d’un deuxième club à Kuppenhiem.
- 1908 – 20/06/1908, le FUSSBALL CLUB GERMANIA KUPPENHEIM et le deuxième club créé en 1907 fusionnèrent pour former le FUSSBALL VEREIN KUPPENHEIM.
- 1945 – le club est dissous la par les Alliés.
- 1946 – reconstitution sous le nom de SPORT VEREIN 1946 KUPPENHEIM.
- 1949 - SPORT VEREIN 1946 KUPPENHEIM changea son nom en SPORT VEREIN 08 KUPPENHEIM.

## Histoire
Le club fut fondé le 20 juin 1908 par la fusion du FC Germania Kuppenheim avec un au club de la localité pour former le FV Kuppenheim.
En 1928, le club accéda à la Kreisliga. En 1934, le FV Kuppenheim remporta son championnat de Kreisliga et monta en Bezirksliga Mittlerhein.
En 1945, le club fut dissous par les Alliés, comme tous les clubs et associations allemands. En 1946, le cercle fut reconstitué sous l’appellation SV 1946 Kuppenheim et recommença à jouer en Bezirksliga.
En 1948, le SV 1946 remporta le titre et accéda à la Landesliga Südbaden. 
La saison suivante, en 1949-1950 il accéda à la plus haute ligue de la Zone d’occupation française: l’Oberliga Südwest, Groupe Süd. Le club fut relégué à la fin de la saison et, comme toutes les équipes de la partie Sud du Bade-Wurtemberg, elle fut versée dans la zone Sud. Par la suite, il n’atteignit jamais l’Oberliga Süd. En 1949, SV 1946 Kuppenheim changea son appellation en SV 08 Kuppenheim.
En 1951, le club fut vice-champion en 1. Amateurliga, mais deux saisons plus tard, il fut relégué en 2. Amateurliga. Il remonta à la fin de la saison 1954-1955. 
Le SV 08 Kuppenheim fut vice-champion de la Südbadischen Oberhaus en 1964-1965. En 1971, après une présence 19 saisons, le cercle quitta la 1. Amateurliga. Il y revint en 1975.
En 1978, le SV 08 Kuppenheim se qualifia pour devenir un des fondateurs de la nouvelle Oberliga Bade-Württemberg instaurée au rang de nouveau 3e étage de la pyramide du football allemand. Le club fut relégué après deux saisons, mais il remporta le titre 1981, en Verbandsliga et retourna au niveau 3 (Oberliga).
Le SV 08 presta trois saisons dans le milieu du tableau puis descendit à la fin de l’exercice 1984-1985. Trois et cinq ans plus tard, il fut vice-champion en en Verbandsliga (niveau 4). Relégué au niveau 5 en 1995, il y remonta en 1998.
En 2002, le SV 08 Kuppenheim descendit en Landesliga (devenue niveau 7). Il en fut vice-champion en 2005 et enleva le titre en 2007 pour remonter en Verbandsliga (devenue niveau 6).
Depuis le club est redescendu en Landesliga (niveau 7)